# Hannoverscher Sportverein von 1896 2011-2012
Questa voce raccoglie le informazioni riguardanti l'Hannoverscher Sportverein von 1896 nelle competizioni ufficiali della stagione 2011-2012.

## Stagione
L'Hannover conferma il suo allenatore Mirko Slomka, autore di grandi risultati negli ultimi due anni con il club: una salvezza che sembrava ormai compromessa nel 2010 e il prestigioso quarto posto del 2011. A quasi vent'anni dall'eliminazione in Coppa delle Coppe contro il Werder Brema, l'Hannover torna a partecipare a una competizione europea, la UEFA Europa League.
In estate lasciano la squadra, in scadenza di contratto, il portiere Florian Fromlowitz (che nella stagione precedente aveva perduto il posto da titolare a beneficio di Zieler) che passa al Duisburg in seconda divisione, Tim Hoffmann, Mikael Forssell, Felix Burmeister. Lo statunitense DaMarcus Beasley lascia l'Europa e va in Messico al Puebla FC.
Entrano a far parte della rosa della prima squadra tre ragazzi delle giovanili: Erdal Akdari, Deniz Aycicek e Jannis Pläschke. Gli acquisti di maggior rilievo sono l'esterno sinistro Christian Pander dallo Schalke 04, il ventunenne attaccante Artur Sobiech dal Polonia Varsavia e il centrocampista della nazionale norvegese Henning Hauger dallo Stabæk. Al posto di Fromlowitz arriva un giovanissimo portiere austriaco, il diciottenne Samuel Radlinger dal Ried. Durante il mercato invernale di gennaio, l'Hannover ha acquistato il senegalese Mame Biram Diouf dal Manchester United.
Hanno lasciato per un breve periodo la rosa per partecipare alla Coppa d'Africa il difensore Karim Haggui (Tunisia) e l'attaccante Didier Ya Konan (Costa d'Avorio): quest'ultimo è arrivato in finale con la propria nazionale, che ha ceduto ai rigori allo Zambia. Ya Konan ha realizzato inutilmente il proprio rigore durante la finale.
La stagione ufficiale si è aperta il 31 luglio contro l'Anker Wismar sul campo neutro di Lubecca, in occasione del primo turno di Coppa di Germania e ha visto la vittoria del 96 con un punteggio rotondo di 0-6. La squadra è stata poi eliminata al secondo turno al termine di un acceso confronto casalingo con il Magonza, che ha vinto per 0-1 dopo i tempi supplementari. In quell'occasione, Ya Konan ha spento le speranze dei tifosi dell'Hannover, sbagliando il rigore del possibile 1-1 al 120'.
Il campionato tedesco invece è iniziato il 6 agosto e ha visto l'Hannover, ottenere una vittoria per 2-1 contro l'Hoffenheim. Il punto di forza del 96 è stato lo stadio di casa, l'AWD Arena che sarà l'unico imbattuto in Bundesliga a fine stagione: davanti ai propri tifosi i Roten riescono a battere sia i campioni del Borussia Dortmund, sia il Bayern Monaco. Nonostante queste soddisfazioni, l'impegno su tre competizioni diverse e un basso rendimento in trasferta rendono inarrivabile il quarto posto dell'anno precedente. L'Hannover riesce comunque a mantenersi nella prima metà della classifica e raggiunge la salvezza con largo anticipo, lottando per confermarsi in Europa League per il secondo anno consecutivo. La vittoria nel derby di ritorno contro il Wolfsburg vale il sorpasso sul Werder Brema e la conquista del settimo posto che il team di Slomka riesce a mantenere fino alla fine, concludendo con una vittoria sul Kaiserslautern il 5 maggio. Questa è stata anche l'ultima partita di Altin Lala che lascia il calcio dopo 14 anni nelle file dell'Hannover 96.
In Europa League l'Hannover ai playoff pesca il Siviglia, una tra le favorite della competizione. Il 18 agosto nella gara di andata disputata all'AWD Arena, il 96 riesce a vincere per 2-1: decide Jan Schlaudraff con una doppietta. Una settimana dopo, a Siviglia, l'Hannover conquista una storica qualificazione alla fase a gironi, pareggiando per 1-1 (Abdellaoue e autorete di Pogatetz). Nella seconda giornata della fase a gironi, a Poltava contro il Vorskla, ottiene la prima vittoria esterna (1-2) in una competizione UEFA. Per la conquista del secondo posto del girone B, è decisiva la doppia sfida con il Copenaghen: dopo il pareggio casalingo per 2-2, l'Hannover riesce a vincere in rimonta (da 1-0 a 1-2) a Copenaghen e ottiene la qualificazione matematica ai sedicesimi il 30 novembre nonostante la partita persa contro lo Standard Liegi. Ai sedicesimi di finale l'Hannover pesca il Club Bruges: nella gara di andata nonostante il vantaggio degli ospiti a inizio ripresa, i Roten riescono a ribaltare il risultato con Sobiech e un rigore di Schlaudraff. Il ritorno in Belgio viene deciso dal nuovo acquisto Diouf. Agli ottavi l'Hannover trova di nuovo lo Standard Liegi: l'andamento delle due sfide è completamente diverso rispetto al girone, i Roten pareggiano per 2-2 in Belgio (reti di Stindl e Diouf) e rendono una formalità il ritorno in casa, vincendo 4-0 (Abdellaoue, Pinto e due autoreti) e raggiungendo per la prima volta nella storia del club i quarti di finale di una competizione europea. Nei quarti, l'Hannover affronta i vincitori dell'Europa League del 2010, l'Atlético Madrid, perdendo la prima sfida in trasferta per 2-1 e rimanendo in corsa per la qualificazione fino agli ultimi minuti della gara ritorno, decisa da Falcao che trascina gli spagnoli in semifinale.

## Maglie e sponsor
Lo sponsor ufficiale della stagione 2011-2012 è la Touristik Union International (TUI AG), mentre Jako è il nuovo sponsor tecnico. La divisa casalinga è una maglia di color amaranto, pantaloncini e calzettoni neri. La divisa di riserva è una maglia completamente bianca, pantaloncini e calzettoni bianchi. La terza divisa, che sarà utilizzata nelle gare europee, consiste di una maglia verde, con calzettoni e pantaloncini bianchi.
| Casa | Trasferta | Terza divisa |

## Rosa
Rosa e numerazione sono aggiornate al 31 gennaio 2012.
| N. |                           | Ruolo | Calciatore         |
| -- | ------------------------- | ----- | ------------------ |
| 1  | Germania (bandiera)       | P     | Ron-Robert Zieler  |
| 2  | Danimarca (bandiera)      | D     | Leon Andreasen     |
| 3  | Tunisia (bandiera)        | D     | Karim Haggui       |
| 4  | Austria (bandiera)        | D     | Emanuel Pogatetz   |
| 5  | Svizzera (bandiera)       | D     | Mario Eggimann     |
| 6  | Stati Uniti (bandiera)    | D     | Steve Cherundolo   |
| 7  | Portogallo (bandiera)     | C     | Sérgio Pinto       |
| 8  | Albania (bandiera)        | C     | Altin Lala         |
| 9  | Polonia (bandiera)        | A     | Artur Sobiech      |
| 11 | Costa d'Avorio (bandiera) | A     | Didier Ya Konan    |
| 13 | Germania (bandiera)       | A     | Jan Schlaudraff    |
| 14 | Germania (bandiera)       | P     | Markus Miller      |
| 15 | Norvegia (bandiera)       | C     | Henning Hauger     |
| 16 | Austria (bandiera)        | C     | Daniel Royer       |
| 17 | Germania (bandiera)       | C     | Moritz Stoppelkamp |

| N. |                       | Ruolo | Calciatore          |
| -- | --------------------- | ----- | ------------------- |
| 19 | Germania (bandiera)   | D     | Christian Schulz    |
| 21 | Austria (bandiera)    | P     | Samuel Radlinger    |
| 23 | Tunisia (bandiera)    | D     | Sofian Chahed       |
| 24 | Germania (bandiera)   | D     | Christian Pander    |
| 25 | Norvegia (bandiera)   | A     | Mohammed Abdellaoue |
| 26 | Germania (bandiera)   | C     | Deniz Aycicek       |
| 27 | Germania (bandiera)   | D     | Erdal Akdari        |
| 28 | Germania (bandiera)   | C     | Lars Stindl         |
| 30 | Portogallo (bandiera) | C     | Carlitos            |
| 31 | Germania (bandiera)   | C     | Jannis Pläschke     |
| 33 | Germania (bandiera)   | C     | Manuel Schmiedebach |
| 34 | Germania (bandiera)   | D     | Konstantin Rausch   |
| 35 | Germania (bandiera)   | D     | Christopher Avevor  |
| 39 | Senegal (bandiera)    | A     | Mame Biram Diouf    |

## Organigramma societario
Area tecnica
- Allenatore: Mirko Slomka
- Allenatore in seconda: Norbert Düwel, Nestor El Maestro
- Preparatore dei portieri: Jörg Sievers
- Preparatori atletici: Edward Kowalczuk

## Risultati

### Bundesliga

#### Girone di andata
| Arbitro: | Kinhöfer |

|                                       |           |                      |
| Schlaudraff 15’ Abdellaoue 30’ (rig.) | Marcatori | 18’ (rig.) Salihović |

| Arbitro: | Fritz |

|             |           |                                  |
| Pekhart 56’ | Marcatori | 16’ Abdellaoue 27’ (rig.) Rausch |

| Arbitro: | Hartmann |

|           |           |             |
| Pinto 33’ | Marcatori | 83’ Lasogga |

| Arbitro: | Aytekin |

|                |           |            |
| Abdellaoue 30’ | Marcatori | 2’ Allagui |

| Arbitro: | Brych |

|                                     |           |  |
| Okazaki 9’ Kuzmanović 79’ Taşçı 86’ | Marcatori |  |

| Arbitro: | Gagelmann |

|                      |           |            |
| Haggui 87’ Konan 89’ | Marcatori | 63’ Kagawa |

| Augusta 24 settembre 2011, ore 15:30 CEST 7ª giornata | Augusta | 0 – 0 referto | Hannover 96 | SGL Arena (29 113 spett.)\| Arbitro: \| Dingert \| |
| Arbitro:                                              | Dingert |               |             |                                                    |

| Arbitro: | Winkmann |

|                                |           |                            |
| Abdellaoue 2’ (rig.), 38’, 59’ | Marcatori | 45’ Arnautović 83’ Pizarro |

| Arbitro: | Drees |

|                   |           |  |
| Podolski 24’, 86’ | Marcatori |  |

| Arbitro: | Gräfe |

|                                  |           |           |
| Abdellaoue 22’ (rig.) Pander 49’ | Marcatori | 82’ Alaba |

| Arbitro: | Kinhöfer |

|               |           |              |
| Reus 21’, 51’ | Marcatori | 26’ Pogatetz |

| Arbitro: | Stark |

|                                        |           |                |
| Papadopoulos 29’ (aut.) Abdellaoue 59’ | Marcatori | 26’, 73’ Pukki |

| Arbitro: | Aytekin |

|                                             |           |            |
| Salihamidžić 22’, 36’ Chris 55’ Madlung 74’ | Marcatori | 43’ Schulz |

| Arbitro: | Zwayer |

|                 |           |           |
| Schlaudraff 79’ | Marcatori | 64’ Bruma |

| Arbitro: | Drees |

|           |           |                     |
| Cissé 67’ | Marcatori | 44’ (aut.) Bastians |

| Hannover 10 dicembre 2011, ore 18:30 CET 16ª giornata | Hannover 96 | 0 – 0 referto | Bayer Leverkusen | AWD-Arena (44 800 spett.)\| Arbitro: \| Gagelmann \| |
| Arbitro:                                              | Gagelmann   |               |                  |                                                      |

| Arbitro: | Brych |

|           |           |                |
| Nemec 68’ | Marcatori | 13’ Abdellaoue |

#### Girone di ritorno
| Sinsheim 21 gennaio 2012, ore 15:30 CET 18ª giornata | Hoffenheim | 0 – 0 referto | Hannover 96 | Wirsol Rhein-Neckar-Arena (24 800 spett.)\| Arbitro: \| Dingert \| |
| Arbitro:                                             | Dingert    |               |             |                                                                    |

| Arbitro: | Fritz |

|                |           |  |
| Abdellaoue 18’ | Marcatori |  |

| Arbitro: | Sippel |

|  |           |                |
|  | Marcatori | 68’ Abdellaoue |

| Arbitro: | Zwayer |

|          |           |             |
| Zidan 7’ | Marcatori | 89’ Sobiech |

| Arbitro: | Welz |

|                                            |           |                        |
| Haggui 25’ Diouf 32’ Pander 46’ Stindl 73’ | Marcatori | 75’ Harnik 79’ Okazaki |

| Arbitro: | Gräfe |

|                                  |           |           |
| Lewandowski 27’, 54’ Perišić 90’ | Marcatori | 60’ Konan |

| Arbitro: | Schmidt |

|                      |           |                                              |
| Haggui 33’ Diouf 69’ | Marcatori | 12’ Bellinghausen 89’ (rig.) Callsen-Bracker |

| Arbitro: | Dingert |

|                                     |           |  |
| Pizarro 31’ Prödl 49’ Rosenberg 56’ | Marcatori |  |

| Arbitro: | Stark |

|                                                  |           |             |
| Stindl 19’ Schlaudraff 61’ (rig.) Diouf 67’, 83’ | Marcatori | 43’ Pezzoni |

| Arbitro: | Winkmann |

|                     |           |           |
| Kroos 36’ Gómez 68’ | Marcatori | 74’ Konan |

| Arbitro: | Brych |

|                     |           |               |
| Konan 57’ Diouf 77’ | Marcatori | 78’ Nordtveit |

| Arbitro: | Stieler |

|                            |           |  |
| Raúl 6’, 47’ Huntelaar 63’ | Marcatori |  |

| Arbitro: | Sippel |

|                     |           |  |
| Diouf 44’ Konan 77’ | Marcatori |  |

| Arbitro: | Perl |

|         |           |  |
| Son 12’ | Marcatori |  |

| Hannover 22 aprile 2012, ore 17:30 CEST 32ª giornata | Hannover 96 | 0 – 0 referto | Friburgo | AWD-Arena (48 000 spett.)\| Arbitro: \| Winkmann \| |
| Arbitro:                                             | Winkmann    |               |          |                                                     |

| Arbitro: | Welz |

|              |           |  |
| Kießling 75’ | Marcatori |  |

| Arbitro: | Brych |

|                             |           |           |
| Bugera 38’ (aut.) Konan 71’ | Marcatori | 7’ De Wit |

### Coppa di Germania
| Arbitro: | Sippel |

|  |           |                                                          |
|  | Marcatori | 13’, 25’ Abdellaoue 34’, 36’ Stindl 71’, 76’ Stoppelkamp |

| Arbitro: | Brych |

|  |           |                |
|  | Marcatori | 93’ Ivanschitz |

### Europa League

#### Play-off
| Arbitro: | Nijhuis |

|                     |           |             |
| Schlaudraff 6’, 45’ | Marcatori | 37’ Kanouté |

| Arbitro: | Gumienny |

|                     |           |                |
| Pogatetz 37’ (aut.) | Marcatori | 23’ Abdellaoue |

#### Fase a gironi
| Hannover 15 settembre 2011, ore 19:00 CEST 1ª giornata | Hannover 96 | 0 – 0 referto | Standard Liegi | AWD-Arena (43 540 spett.)\| Arbitro: \| Stavrev \| |
| Arbitro:                                               | Stavrev     |               |                |                                                    |

| Arbitro: | Jakobsson |

|             |           |                           |
| Kurilov 50’ | Marcatori | 32’ Abdellaoue 44’ Pander |

| Arbitro: | Duhamel |

|                      |           |                       |
| Pander 29’ Pinto 82’ | Marcatori | 67’ N'Doye 89’ Santin |

| Arbitro: | Braamhaar |

|            |           |                            |
| N'Doye 66’ | Marcatori | 71’ Schlaudraff 75’ Stindl |

| Arbitro: | Damato |

|                       |           |  |
| Tchité 26’ Cyriac 58’ | Marcatori |  |

| Arbitro: | Trattou |

|                                  |           |                  |
| Rausch 24’ Konan 33’ Sobiech 78’ | Marcatori | 45’ (rig.) Bezus |

#### Fase ad eliminazione diretta
| Arbitro: | de Sousa |

|                                    |           |               |
| Sobiech 73’ Schlaudraff 80’ (rig.) | Marcatori | 51’ Lestienne |

| Arbitro: | Collum |

|  |           |           |
|  | Marcatori | 21’ Diouf |

| Arbitro: | Chapron |

|                       |           |                             |
| Buyens 27’ Tchité 30’ | Marcatori | 22’ (rig.) Stindl 56’ Diouf |

| Arbitro: | Královec |

|                                                     |           |  |
| Abdellaoue 4’ Kanu 21’ (aut.), 73’ (aut.) Pinto 90’ | Marcatori |  |

| Arbitro: | Lannoy |

|                      |           |           |
| Falcao 9’ Salvio 89’ | Marcatori | 38’ Diouf |

| Arbitro: | Clattenburg |

|           |           |                             |
| Diouf 81’ | Marcatori | 63’ Adrián López 87’ Falcao |

## Statistiche

### Statistiche di squadra
| Competizione        | Punti | In casa | In casa | In casa | In casa | In casa | In casa | In trasferta | In trasferta | In trasferta | In trasferta | In trasferta | In trasferta | Totale | Totale | Totale | Totale | Totale | Totale | DR |
| Competizione        | Punti | G       | V       | N       | P       | Gf      | Gs      | G            | V            | N            | P            | Gf           | Gs           | G      | V      | N      | P      | Gf     | Gs     | DR |
| ------------------- | ----- | ------- | ------- | ------- | ------- | ------- | ------- | ------------ | ------------ | ------------ | ------------ | ------------ | ------------ | ------ | ------ | ------ | ------ | ------ | ------ | -- |
| Bundesliga          | 48    | 17      | 10      | 7       | 0       | 31      | 17      | 17           | 2            | 5            | 10           | 10           | 28           | 34     | 12     | 12     | 10     | 41     | 45     | -4 |
| Coppa di Germania   | -     | 1       | 0       | 0       | 1       | 0       | 1       | 1            | 1            | 0            | 0            | 6            | 0            | 2      | 1      | 0      | 1      | 6      | 1      | +5 |
| Europa League Qual. | -     | 1       | 1       | 0       | 0       | 2       | 1       | 1            | 0            | 1            | 0            | 1            | 1            | 2      | 1      | 1      | 0      | 3      | 2      | +1 |
| Europa League       | -     | 6       | 3       | 2       | 1       | 12      | 6       | 6            | 3            | 1            | 2            | 8            | 8            | 12     | 6      | 3      | 3      | 20     | 14     | +6 |
| Totale              | -     | 25      | 14      | 9       | 2       | 45      | 25      | 25           | 6            | 7            | 12           | 25           | 37           | 50     | 20     | 16     | 14     | 70     | 62     | +8 |

### Andamento in campionato
| Giornata  | 1 | 2 | 3 | 4 | 5 | 6 | 7 | 8 | 9 | 10 | 11 | 12 | 13 | 14 | 15 | 16 | 17 | 18 | 19 | 20 | 21 | 22 | 23 | 24 | 25 | 26 | 27 | 28 | 29 | 30 | 31 | 32 | 33 | 34 |
| --------- | - | - | - | - | - | - | - | - | - | -- | -- | -- | -- | -- | -- | -- | -- | -- | -- | -- | -- | -- | -- | -- | -- | -- | -- | -- | -- | -- | -- | -- | -- | -- |
| Luogo     | C | T | C | C | T | C | T | C | T | C  | T  | C  | T  | C  | T  | C  | T  | T  | C  | T  | T  | C  | T  | C  | T  | C  | T  | C  | T  | C  | T  | C  | T  | C  |
| Risultato | V | V | N | N | P | V | N | V | P | V  | P  | N  | P  | N  | N  | N  | N  | N  | V  | V  | N  | V  | P  | N  | P  | V  | P  | V  | P  | V  | P  | N  | P  | V  |
| Posizione | 6 | 2 | 2 | 4 | 9 | 5 | 6 | 5 | 7 | 4  | 7  | 6  | 8  | 8  | 8  | 8  | 7  | 7  | 7  | 7  | 7  | 7  | 7  | 7  | 7  | 7  | 8  | 5  | 8  | 7  | 7  | 7  | 7  | 7  |

Legenda:

Luogo: C = Casa; T = Trasferta. Risultato: V = Vittoria; N = Pareggio; P = Sconfitta.

### Statistiche dei giocatori
| Giocatore          | Bundesliga | Bundesliga | Bundesliga  | Bundesliga | Coppa di Germania | Coppa di Germania | Coppa di Germania | Coppa di Germania | Europa League Qual. | Europa League Qual. | Europa League Qual. | Europa League Qual. | Europa League | Europa League | Europa League | Europa League | Totale   | Totale | Totale      | Totale     |
| Giocatore          | Presenze   | Reti       | Ammonizioni | Espulsioni | Presenze          | Reti              | Ammonizioni       | Espulsioni        | Presenze            | Reti                | Ammonizioni         | Espulsioni          | Presenze      | Reti          | Ammonizioni   | Espulsioni    | Presenze | Reti   | Ammonizioni | Espulsioni |
| ------------------ | ---------- | ---------- | ----------- | ---------- | ----------------- | ----------------- | ----------------- | ----------------- | ------------------- | ------------------- | ------------------- | ------------------- | ------------- | ------------- | ------------- | ------------- | -------- | ------ | ----------- | ---------- |
| M. Miller          | -          | -          | -           | -          | -                 | -                 | -                 | -                 | -                   | -                   | -                   | -                   | 1             | 0             | 0             | 0             | 1        | 0      | 0           | 0          |
| P. Nagel           | -          | -          | -           | -          | -                 | -                 | -                 | -                 | -                   | -                   | -                   | -                   | -             | -             | -             | -             | -        | -      | -           | -          |
| S. Şahin-Radlinger | -          | -          | -           | -          | -                 | -                 | -                 | -                 | -                   | -                   | -                   | -                   | -             | -             | -             | -             | -        | -      | -           | -          |
| R. Zieler          | 34         | 0          | 2           | 0          | 2                 | 0                 | 0                 | 0                 | 2                   | 0                   | 0                   | 0                   | 11            | 0             | 1             | 0             | 49       | 0      | 3           | 0          |
| E. Akdarı          | -          | -          | -           | -          | -                 | -                 | -                 | -                 | -                   | -                   | -                   | -                   | -             | -             | -             | -             | -        | -      | -           | -          |
| C. Avevor          | 1          | 0          | 0           | 0          | -                 | -                 | -                 | -                 | -                   | -                   | -                   | -                   | 1             | 0             | 0             | 0             | 2        | 0      | 0           | 0          |
| S. Cherundolo      | 22         | 0          | 3           | 1          | 2                 | 0                 | 1                 | 0                 | 2                   | 0                   | 1                   | 0                   | 9             | 0             | 4             | 0             | 35       | 0      | 9           | 1          |
| M. Eggimann        | 16         | 0          | 0           | 0          | -                 | -                 | -                 | -                 | -                   | -                   | -                   | -                   | 8             | 0             | 1             | 0             | 24       | 0      | 1           | 0          |
| K. Haggui          | 27         | 3          | 4           | 0          | 2                 | 0                 | 0                 | 0                 | 2                   | 0                   | 0                   | 0                   | 7             | 0             | 2             | 0             | 38       | 3      | 6           | 0          |
| C. Pander          | 29         | 2          | 1           | 0          | 2                 | 0                 | 0                 | 0                 | 2                   | 0                   | 0                   | 0                   | 11            | 2             | 0             | 0             | 44       | 4      | 1           | 0          |
| E. Pogatetz        | 29         | 1          | 3           | 0          | 2                 | 0                 | 0                 | 0                 | 2                   | 0                   | 0                   | 0                   | 10            | 0             | 1             | 0             | 43       | 1      | 4           | 0          |
| C. Schulz          | 27         | 1          | 6           | 0          | 2                 | 0                 | 0                 | 0                 | 2                   | 0                   | 2                   | 0                   | 8             | 0             | 1             | 0             | 39       | 1      | 9           | 0          |
| L. Andreasen       | -          | -          | -           | -          | -                 | -                 | -                 | -                 | -                   | -                   | -                   | -                   | -             | -             | -             | -             | -        | -      | -           | -          |
| D. Aycicek         | -          | -          | -           | -          | -                 | -                 | -                 | -                 | -                   | -                   | -                   | -                   | -             | -             | -             | -             | -        | -      | -           | -          |
| Carlitos           | 2          | 0          | 0           | 0          | -                 | -                 | -                 | -                 | -                   | -                   | -                   | -                   | -             | -             | -             | -             | 2        | 0      | 0           | 0          |
| S. Chahed          | 16         | 0          | 1           | 0          | 1                 | 0                 | 0                 | 0                 | -                   | -                   | -                   | -                   | 6             | 0             | 1             | 0             | 23       | 0      | 2           | 0          |
| H. Hauger          | 3          | 0          | 0           | 0          | -                 | -                 | -                 | -                 | 1                   | 0                   | 0                   | 0                   | 1             | 0             | 0             | 0             | 5        | 0      | 0           | 0          |
| A. Lala            | 6          | 0          | 2           | 0          | -                 | -                 | -                 | -                 | -                   | -                   | -                   | -                   | 4             | 0             | 1             | 0             | 10       | 0      | 3           | 0          |
| J. Pläschke        | -          | -          | -           | -          | -                 | -                 | -                 | -                 | -                   | -                   | -                   | -                   | -             | -             | -             | -             | -        | -      | -           | -          |
| K. Rausch          | 33         | 1          | 5           | 0          | 2                 | 0                 | 1                 | 0                 | 2                   | 0                   | 1                   | 0                   | 12            | 1             | 0             | 0             | 49       | 2      | 7           | 0          |
| D. Royer           | 3          | 0          | 1           | 0          | -                 | -                 | -                 | -                 | -                   | -                   | -                   | -                   | -             | -             | -             | -             | 3        | 0      | 1           | 0          |
| M. Schmiedebach    | 30         | 0          | 6           | 0          | 2                 | 0                 | 0                 | 0                 | 2                   | 0                   | 1                   | 0                   | 10            | 0             | 0             | 0             | 44       | 0      | 7           | 0          |
| S. Pinto           | 30         | 1          | 11          | 0          | 2                 | 0                 | 1                 | 0                 | 2                   | 0                   | 0                   | 0                   | 12            | 2             | 3             | 0             | 46       | 3      | 15          | 0          |
| L. Stindl          | 28         | 2          | 8           | 0          | 2                 | 2                 | 0                 | 0                 | 2                   | 0                   | 2                   | 0                   | 11            | 2             | 2             | 0             | 43       | 6      | 12          | 0          |
| M. Stoppelkamp     | 21         | 0          | 0           | 0          | 2                 | 2                 | 0                 | 0                 | -                   | -                   | -                   | -                   | 5             | 0             | 0             | 0             | 28       | 2      | 0           | 0          |
| T. Wendel          | -          | -          | -           | -          | -                 | -                 | -                 | -                 | -                   | -                   | -                   | -                   | -             | -             | -             | -             | -        | -      | -           | -          |
| M. Abdellaoue      | 28         | 11         | 2           | 0          | 2                 | 2                 | 0                 | 0                 | 2                   | 1                   | 0                   | 0                   | 10            | 2             | 0             | 0             | 42       | 16     | 2           | 0          |
| M. Diouf           | 10         | 6          | 1           | 0          | -                 | -                 | -                 | -                 | -                   | -                   | -                   | -                   | 5             | 4             | 0             | 0             | 15       | 10     | 1           | 0          |
| J. Schlaudraff     | 31         | 3          | 3           | 0          | 2                 | 0                 | 0                 | 0                 | 2                   | 2                   | 1                   | 0                   | 10            | 2             | 4             | 0             | 45       | 7      | 8           | 0          |
| A. Sobiech         | 12         | 1          | 2           | 1          | -                 | -                 | -                 | -                 | -                   | -                   | -                   | -                   | 6             | 2             | 3             | 0             | 18       | 3      | 5           | 1          |
| D. Konan           | 28         | 6          | 3           | 1          | 1                 | 0                 | 0                 | 0                 | 2                   | 0                   | 0                   | 0                   | 10            | 1             | 1             | 0             | 41       | 7      | 4           | 1          |